# Madame de Pompadour (Boucher)
Madame de Pompadour är en oljemålning, utförd av den franske målaren François Boucher år 1759. Målningen föreställer Madame de Pompadour, som var Ludvig XV:s älskarinna. Hon var mecenat för konst och kultur och förebild inom mode.

## Beskrivning
Boucher har avporträtterat Madame de Pompadour i ett undanskymt hörn av rokokoparken vid slottet Bellevue. Vid hennes fötter växer rosor, vars färg går igen i klänningens rosa siden med rosetter, spets och rysch. Hon har sitt hår uppsatt och bär pärlörhängen. Hon vilar sin högra arm mot en skulptur som föreställer Vänskapen tröstande Kärleken (Amour et Amitié), utförd av Jean-Baptiste Pigalle. Kärleken gestaltas av en liten, ivrig Cupido. Detta skall alludera på hur Madame de Pompadours och kungens förhållande förändrades – från ett sexuellt till ett sällskapligt. Med solfjädern pekar hon på sin spaniel Inès. Detta anses vara ett subtilt meddelande till kungen: hon är själv lika pålitlig och lojal som sin hund.
Porträtt av Madame de Pompadour utgjorde i 1700-talets Frankrike en egen genre. Hon använde dessa porträtt – utförda av bland andra Boucher, François-Hubert Drouais, Jean-Marc Nattier och Maurice Quentin de La Tour – för att kommunicera med kungen och allmänheten. Genom porträtten ville hon uppvisa lojalitet, kärlek, intellektualism och kulturintresse.
Madame de Pompadour bär en klänning à la française. Klänningen utgörs av en rock, som är öppen över en underkjol på framsidan och har en besparing på framsidan av livet. Klänningen är hopfäst med rosetter och band över denna besparing. Livet har en så kallade rosett- eller bandstege, échelle de rubans och volanger pryder kjolarna. Klänningens ärmar avslutas med magnifika krås.

## Bilder
| - Detalj av målningen. |